# Johan Timmermans
Johan Timmermans est un homme d'affaires et avocat belge né le 19 avril 1957.

## Biographie

### Formation
Johan Timmermans est titulaire d'un diplôme en droit à l'Université d'Anvers qu'il a reçu 1980. Cette même année, il est également devenu un membre du bureau de Malines. 
Il participe également à la politique. Il a longtemps échevin à Malines, où il siège toujours au conseil. Timmermans fait partie de l'Open VLD. En outre, il est aussi membre du conseil d' administration et des comités de gestion de Eandis et Iverlek et du comité exécutif de IGEMO .

### KV Malines
Les lignes directrices de la nouvelle politique sont clairs : contrôles budgétaires strictes et ambitions sportives saines afin que le club n'ait plus de moment aussi difficiles. Pendant ce temps, plus de 10 ans plus tard, le KV Malines est un club sain qui joue en première division belge.